# Atlândido Borba Côrtes
 Atlândido Borba Côrtes (Curitiba, 11 de outubro de 1911 - Curitiba, 10 de abril de 2014) foi um médico brasileiro e precursor da endocrinologia no Paraná.

## Biografia
Graduado em medicina pela Universidade Federal do Paraná em 1934, atuou durante muitos anos como professor desta universidade, sendo diretor do departamento de clínica médica, e diretor da faculdade de medicina. Médico bastante atuante em seu meio, foi presidente da Associação médica do Paraná (1952-1953), presidente da Sociedade Brasileira de Endocrinologia e Metabologia e conselheiro do Conselho Regional de Medicina do Paraná. Membro fundador da Academia Paranaense de Medicina, e também membro fundador da Sociedade Paranaense de Tisiologia e Doenças Torácicas.

## Prêmios recebidos
- Medalha Esforço de Guerra, condecoração do governo brasileiro